# گینه نو هلند
گینه نو هلند (هلندی: Nederlands-Nieuw-Guinea) منطقه پاپوآی غربی اندونزی بود که تا سال ۱۹۴۹ بخشی از هند شرقی هلند و از سال ۱۹۴۹ تا ۱۹۶۲ بخشی از سرزمین‌های فرادریایی پادشاهی هلند به‌شمار می‌رفت. این منطقه امروزه شامل دو استان پاپوآ و پاپوآی غربی کشور اندونزی است.
طی انقلاب ملی اندونزی هلندی‌ها این منطقه را با انجام عملیات‌هایی از جمهوری تازه تأسیس اندونزی اشغال کردند. با این حال، روش‌های خشن هلند مخالفت بین‌المللی را جلب کرده بود. با چرخش افکار بین‌المللی به سمت حمایت از جمهوری اندونزی، هلندی‌ها در سال ۱۹۴۹ موفق به مذاکره در مورد جدایی گینه نو هلند از اندونزی شدند تا سرنوشت این منطقه مورد مناقشه را در سال ۱۹۵۰ مشخص کنند. هلندی‌ها در سال‌های آینده توانستند در سازمان ملل متحد این بحث را مطرح کنند که گینه نو هلند سرزمین یک گروه قومی جدا از مردم اندونزی است و بنابراین نباید به کشور اندونزی جذب شود.
در مقابل، جمهوری اندونزی، به عنوان دولت جانشین هند شرقی هلند، گینه نو هلند را به عنوان بخشی از مرزهای طبیعی سرزمین خود ادعا می‌کرد. اختلاف در مورد گینه نو هلند عامل مهمی در کاهش سریع روابط دو جانبه بین هلند و اندونزی پس از استقلال اندونزی بود. این اختلاف پس از تحرکات هلندی‌ها در سال ۱۹۶۱ برای ایجاد شورای گینه نو، به درگیری‌های سطحی در سال ۱۹۶۲ انجامید.
پس از جنگ دریای آرافورا، اندونزی یک پویش نفوذی را برای ایجاد فشار بر هلندی‌ها به راه انداخت. هلند سرانجام به دلیل فشارهای دیپلماتیک آمریکا، نبود حمایت‌های داخلی و تهدیدهای مداوم اندونزی برای حمله به این سرزمین تصمیم گرفت در ماه اوت سال ۱۹۶۲ از کنترل قلمرو مورد مناقشه دست بکشد و پیشنهاد بانکر برای راه اندازی یک همه‌پرسی برای تعیین سرنوشت نهایی این قلمرو در آینده را بپذیرد. این قلمرو پیش از انتقال به اندونزی در تاریخ ۱ مه ۱۹۶۳، به‌طور موقت توسط مقام اجرایی موقت سازمان ملل اداره می‌شد. سرانجام در سال ۱۹۶۹ یک همه‌پرسی به نام قانون انتخاب آزاد انجام شد و در پی آن گینه نو هلند رسماً به اندونزی پیوست؛ هرچند در بی‌طرفی آن اختلاف نظر وجود دارد.

## تقسیمات اداری
| ۱. Hollandia             | Hollandia   | ۵۷٬۰۰۰  |
| ۲. Geelvinkbaai          | Biak        | ۷۸٬۰۰۰  |
| ۳. Centraal Nieuw-Guinea | Biak        | ۵۲٬۰۰۰  |
| ۴. Zuid Nieuw-Guinea     | Merauke     | ۷۸٬۰۰۰  |
| ۵. Fak-Fak               | Fak-Fak     | ۲۸٬۰۰۰  |
| ۶. West Nieuw-Guinea     | Sorong-Doom | ۹۵٬۰۰۰  |
| کل:                      | --          | ۴۲۰٬۰۰۰ |

### به هلندی
- Doel, H.W. van den, Afscheid van Indië. De val van het Nederlandse imperium in Azië (Amsterdam 2001).
- Drooglever, P.J. , Een daad van vrije keuze. De Papoea’s van westelijk Nieuw-Guinea en de grenzen van het zelfbeschikkingsrecht (Amsterdam 2005).
- Holst Pellekaan, R.E. van, I.C. de Regt, J.F. Bastiaans, Patrouilleren voor de Papoea's: de Koninklijke Marine in Nederlands Nieuw-Guinea (Amsterdam 1989).
- Holst Pellekaan, R.E. van, I.C. de Regt, Operaties in de Oost: de Koninklijke Marine in de Indische archipel (1945-1951) (Amsterdam 2003).
- Huydecoper van Nigteveld, J.L.R. , Nieuw-Guinea. Het einde van een koloniaal beleid (Den Haag 1990)
- Gase, Ronald, Misleiding of zelfbedrog. Een analyse van het Nederlandse Nieuw-Guinea-beleid aan de hand van gesprekken met betrokken politici en diplomaten (Baarn 1984).
- Geus, P.B.R. de, De Nieuw-Guinea kwestie. Aspecten van buitenlands beleid en militaire macht (Leiden 1984).
- Jansen van Galen, John, Ons laatste oorlogje. Nieuw-Guinea: de Pax Neerlandica, de diplomatieke kruistocht en de vervlogen droom van een Papoea-natie (Weesp 1984).
- Klein, W.C. e.a. , Nieuw-Guinea, 3 dln. (Den Haag 1953/1954).
- Meijer, Hans, Den Haag-Djakarta. De Nederlands Indonesische betrekkingen 1950–1962 (Utrecht 1994).
- Idem, "`Het uitverkoren land'. De lotgevallen van de Indo-Europese kolonisten op Nieuw-Guinea 1949–1962", Tijdschrift voor Geschiedenis 112 (1999) 353–384.
- Schoorl, Pim (red.), Besturen in Nederlands-Nieuw-Guinea 1945 -1962 (Leiden, 1996).
- Smit, C. , De liquidatie van een imperium. Nederland en Indonesië 1945–1962 (Amsterdam ۱۹۶۲).
- van Holst-Pellekaan, R.E. , de Regst, I.C. and Bastiaans, I.F.J. (ed.), Patrouilleren voor de Papoea's: de Koninklijke Marine in Nederlands Nieuw-Guinea 1945–1960 (Amsterdam, 1989).
- Vlasblom, Dirk, Papoea. Een geschiedenis (Amsterdam 2004).
- Wal, Hans van de, Een aanvechtbare en onzekere situatie. De Nederlandse Hervormde Kerk en Nieuw-Guinea 1949–1962 (Hilversum 2006).